# Districtul Ouled Yaïch
Ouled Yaïch este un district din provincia Blida, Algeria.